# Locomotora Bo-Bo

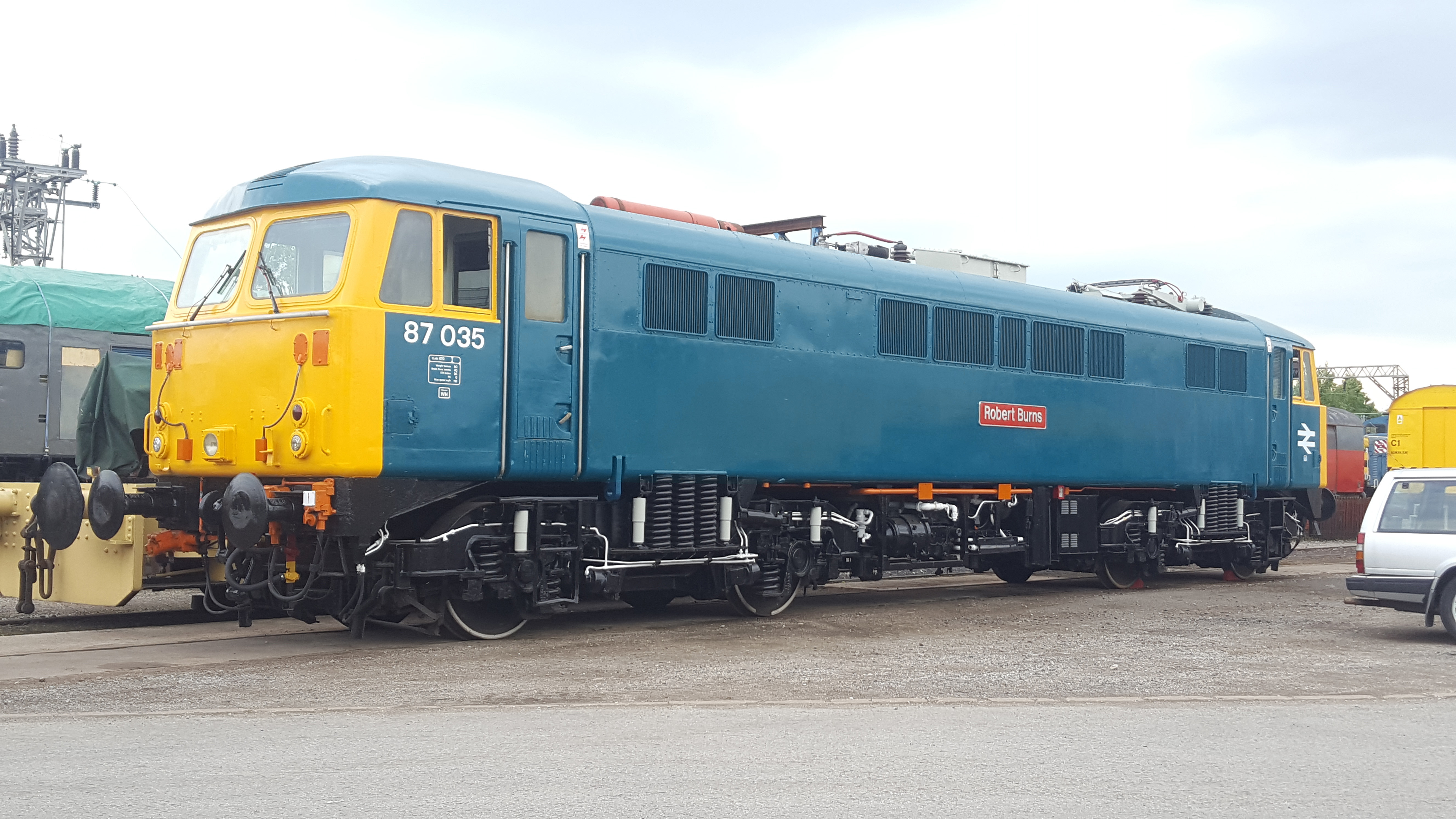
Locomotora británica Bo-Bo BR Clase 87

B-B y Bo-Bo son las clasificaciones de la Association of American Railroads (AAR) y británicas de disposición de ruedas para locomotora con cuatro ejes en dos bogies individuales. Son equivalentes a las clasificaciones B′B′ y Bo′Bo′ en el sistema UIC. Es una disposición de ruedas muy utilizada en las locomotoras eléctricas y diésel modernas.

## Bo-Bo
Bo-Bo es la notación UIC que designa una disposición de ruedas de vehículos ferroviarios de cuatro ejes dispuestos en dos bogies individuales, todos accionados por sus propios motores de tracción. Es una disposición común de las ruedas tanto en locomotoras como en unidades eléctricas múltiples.
La mayoría de las primeras locomotoras eléctricas compartían elementos comunes con las máquinas de vapor de su tiempo. Estas características incluían bielas de acoplamiento y barras de transmisión montadas en el bastidor hacia los ejes delanteros y traseros. La larga distancia entre los ejes fijados al bastidor, más la presencia de ruedas de apoyo delanteras y traseras, reducían la estabilidad en las curvas e incrementaban el peso de las máquinas.
La configuración Bo-Bo permitió mayores velocidades de paso en las curvas, debido a la menor distancia entre los ejes de cada bogie. Además, permitió obtener una mejor adherencia porque todas las ruedas disponen de tracción. Debido a la ausencia de ejes rígidamente montados en el bastidor, no se necesitaban ejes delanteros o de traseros para mejorar la inscripción en las curvas, reduciendo el peso y los requisitos de mantenimiento.
Debido a la aparición de los motores y los sistemas electrónicos modernos, se puede transmitir más potencia al carril con solo unos pocos ejes. Las locomotoras eléctricas modernas pueden entregar hasta 6400 kW utilizando tan solo cuatro ejes. Para cargas muy pesadas, especialmente en el transporte de mercancías a granel, una sola unidad con esta disposición de ruedas tiende a tener muy poco peso adherente, con el fin de mejorar la capacidad de aceleración del tren lo suficientemente rápido sin deslizamiento.

### Bo-1-Bo

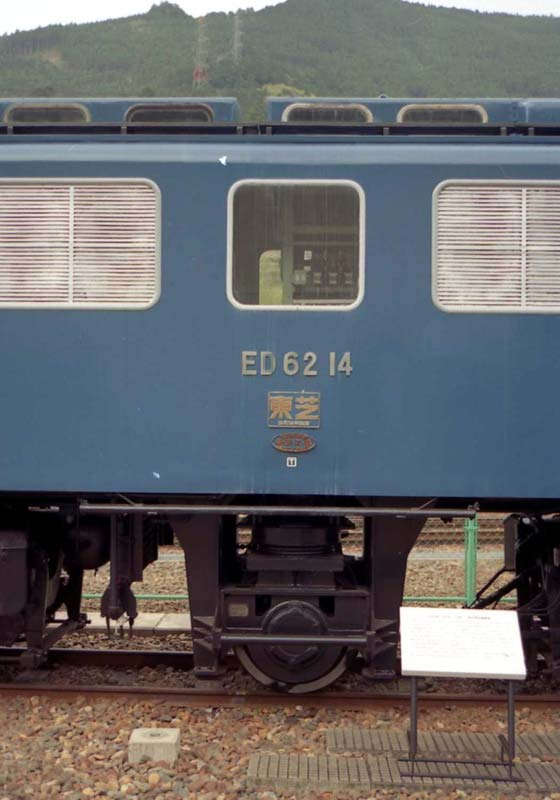
Eje portante adicional de una locomotora JNR Clase ED62 Bo-1-Bo

Dieciocho de los ferrocarriles de vía estrecha (ancho de 3 pies 6 plg (1067 mm)) Bo-Bo eléctricos JNR Clase ED61 japoneses, fueron reconstruidos a fines de la década de 1970 para formar la Clase ED62. Se agregó un eje de transporte adicional entre los bogies para dar una configuración Bo-1-Bo (AAR) o Bo′1Bo′ (UIC). La intención era dar una carga por eje más ligera para la Línea de Iida.

### Bo-2-Bo

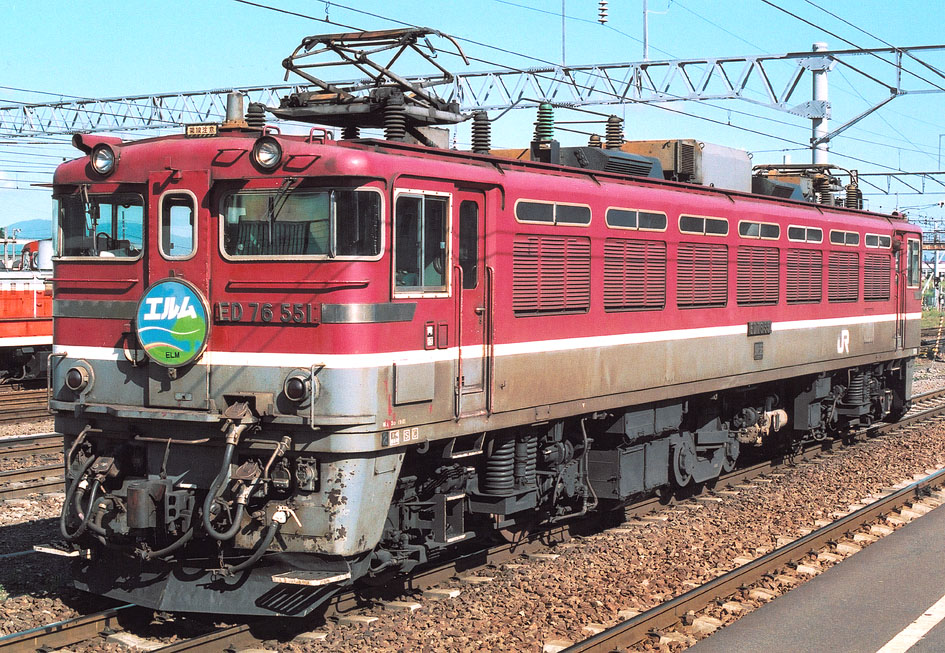
Locomotora JNR ED76 Bo-2-Bo

Otra disposición inusual es la Bo-2-Bo, usada en dos clases de locomotoras diésel-eléctricas (ancho de vía 3 pies 6 plg (1067 mm)) de los Ferrocarriles Nacionales Japoneses: la Clase ED76 y la Clase ED78. Estas máquinas utilizaron bogies externos equipados con suspensión Flexicoil, que permite realizar tanto movimientos laterales como giros.

### Bo′Bo′+Bo′Bo′

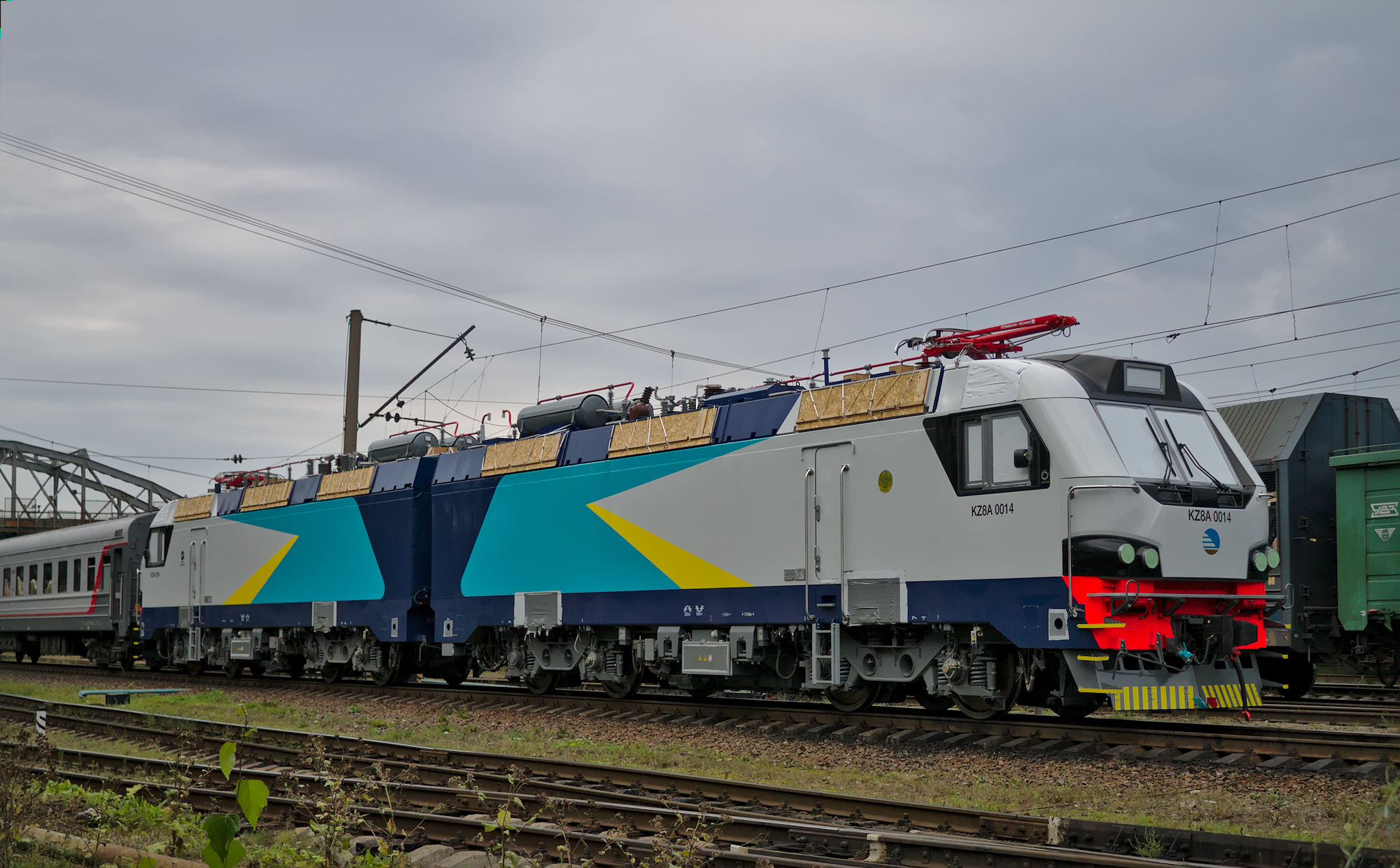
Locomotora Alstom KZ8A Bo′Bo′+Bo′Bo′

Esta disposición corresponde a una pareja de locomotoras Bo′Bo′ acopladas semipermanentemente como una sola unidad. Cada una está construida con una sola cabina, opuesta al extremo en el que se conecta con la otra unidad.
Este diseño incluye la Alstom Prima II, una de las locomotoras eléctricas más potentes en producción (9 MW (12 236,6 CV)). Entre las versiones de esta máquina se incluyen la CR HXD2 y la Locomotora India Clase WAG-12.

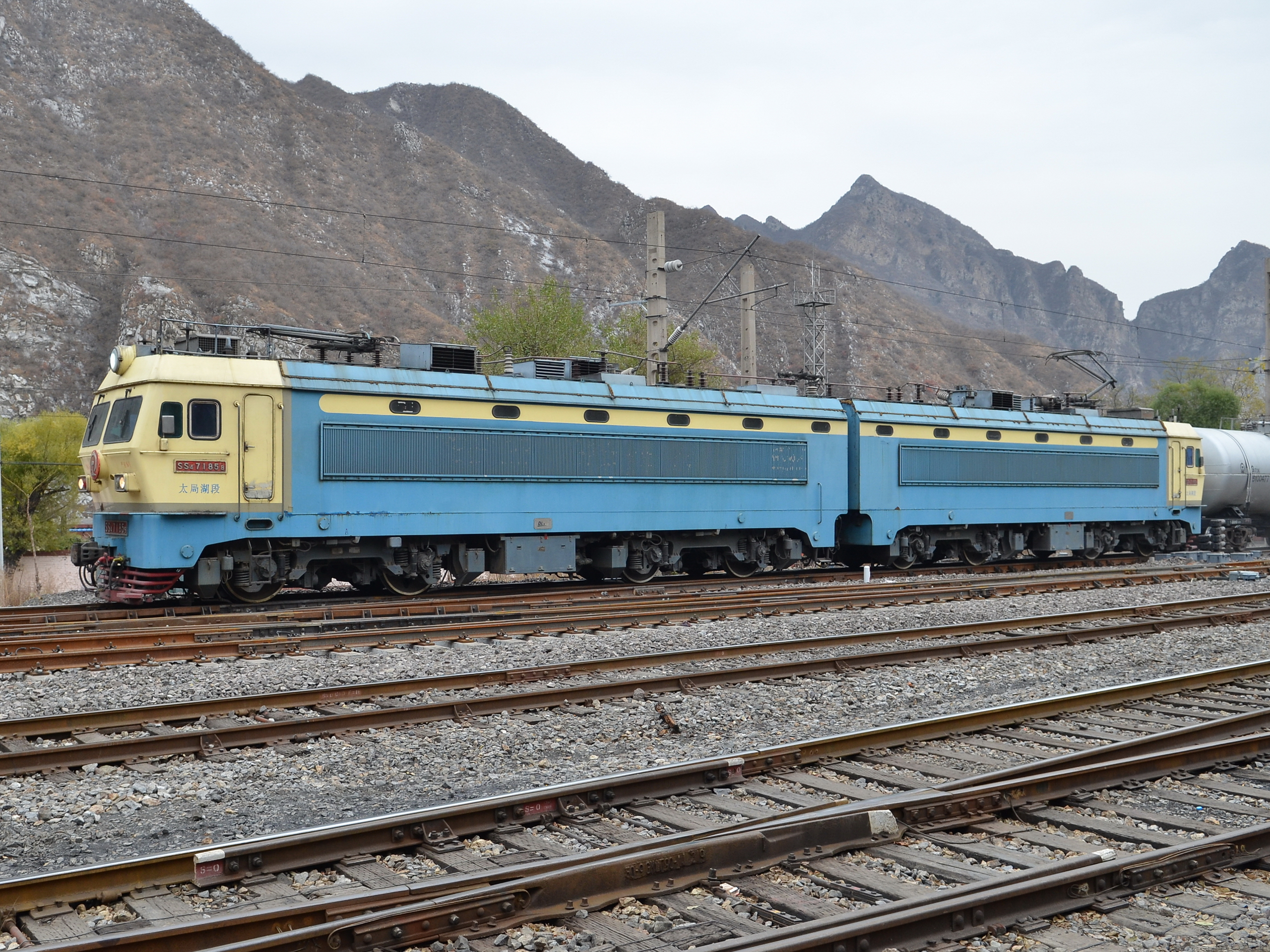
CR SS4 de 1985, mostrando su construcción compuesta por dos unidades

## B′B′

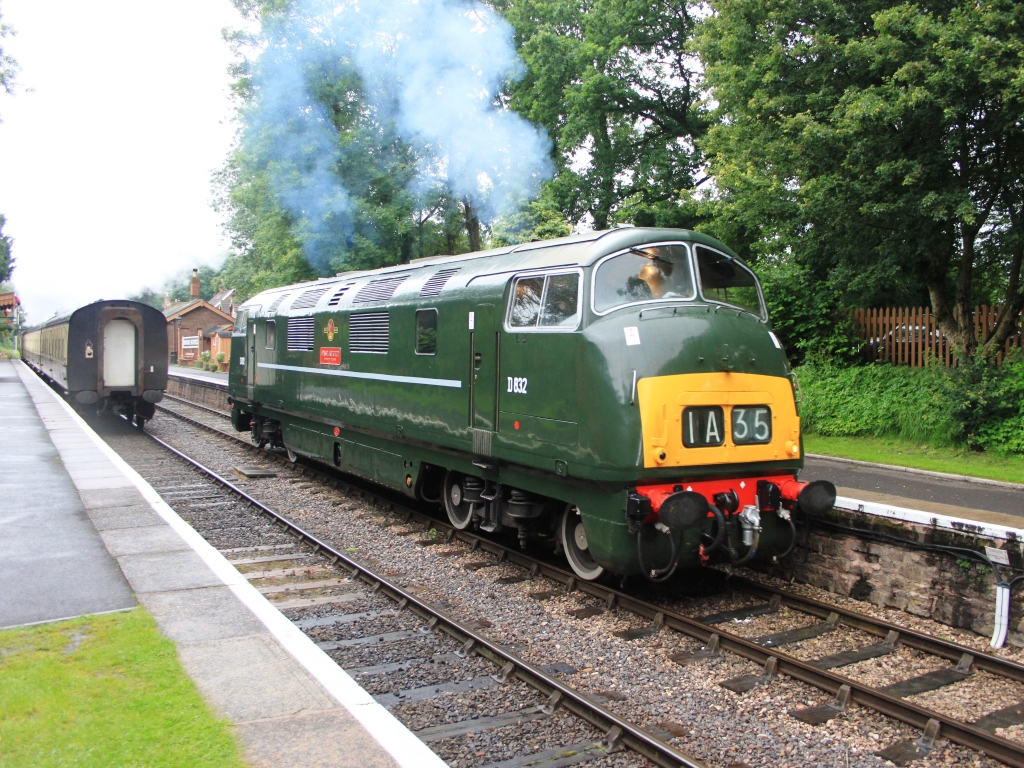
British Rail Clase 42 Warship, versión de la V200 alemana

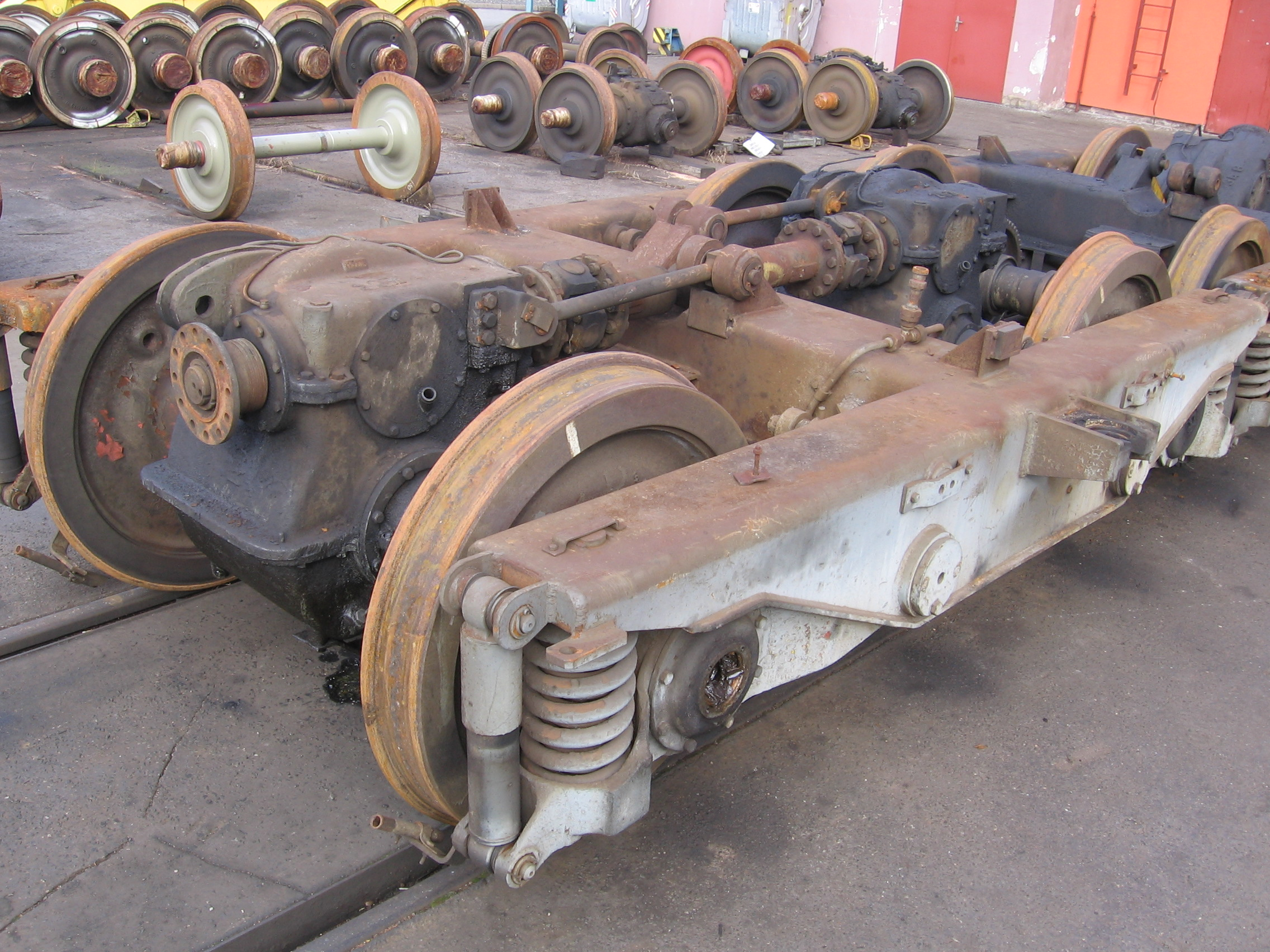
Bogie B′ de la máquina checa Lokomotiva 725, mostrando los engranajes del sistema de propulsión de los ejes

La disposición B′B′ o B-B es similar, pero generalmente se aplica a las locomotoras diésel en lugar de a las diésel-eléctricas. Los ejes de cada bogie están acoplados mecánicamente, en lugar de ser impulsados por motores de tracción individuales. Las máquinas hidráulicas-diésel tienen su motor montado en el bastidor principal de la locomotora, junto con una transmisión hidráulica. La potencia se transmite a los bogies mediante ejes de transmisión y mediante un segundo eje más corto que conecta los dos juegos de ruedas.
Un ejemplo común es el diseño de la locomotora alemana DB Clase V 200 y sus muchos derivados internacionales. La necesidad de organizar la suspensión del bogie alrededor de los ejes de transmisión condujo a un diseño de bogie inusual, con brazos radiales y ruedas y llantas tan prominentemente visibles.

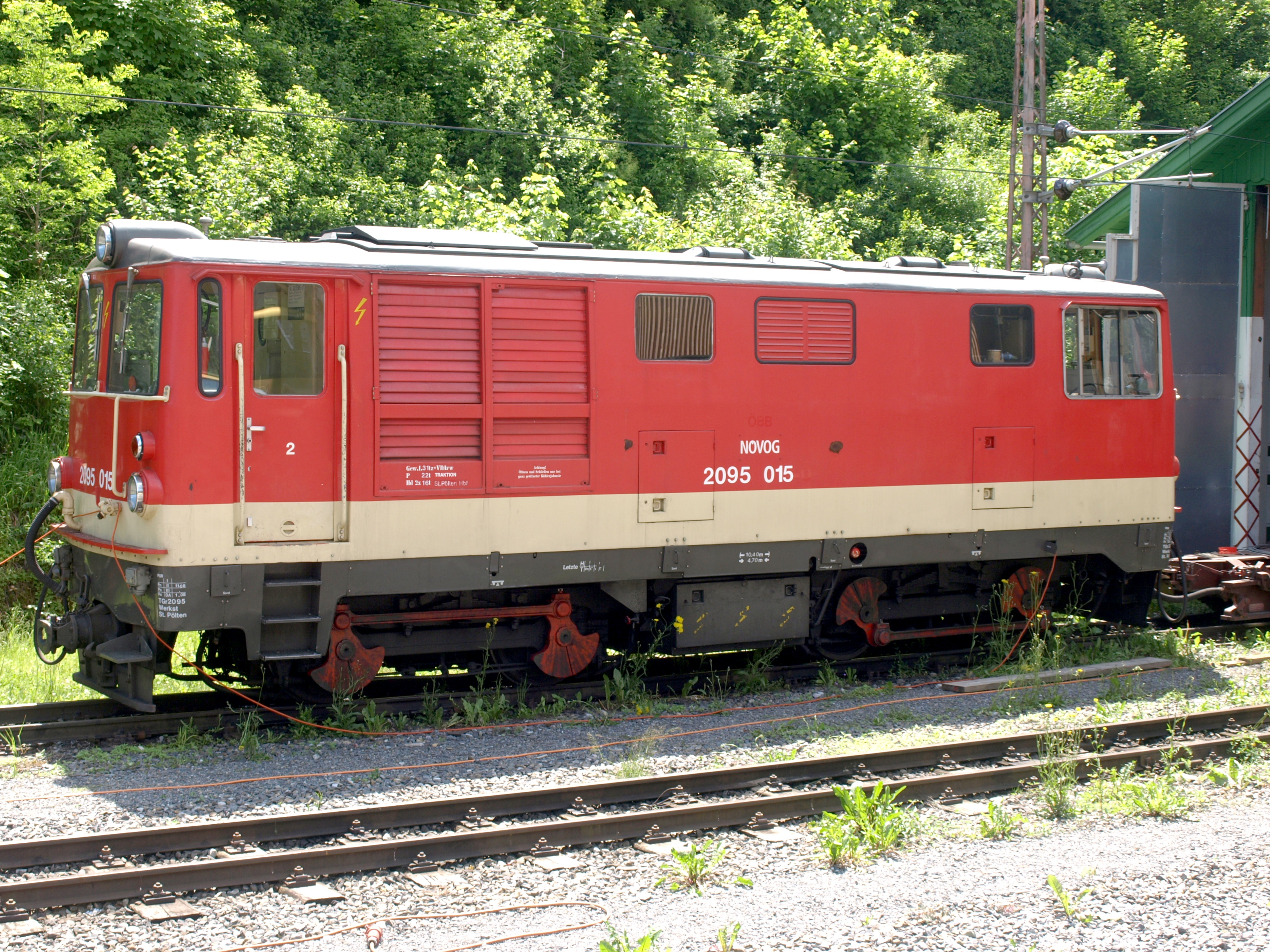
Österreichische Bundesbahnen Clase 2095, una diésel-hidráulica de vía estrecha B′B′ con barras de acoplamiento visibles

En algunos ejemplos no muy comunes, como la SNCF Clase BB 71000 y la ÖBB 2095 de vía estrecha, los ejes del bogie aparecen vinculados mediante bielas de acoplamiento. Tener solo un accionamiento final por bogie permite más espacio para alojar los pivotes en este diseño de vía estrecha. Con locomotoras de vía ancha de alta potencia, se prefiere dividir la transmisión directamente en dos ejes, ya que solo requiere añadir una caja de cambios de transmisión final menos potente.
En la notación AAR, una Bo-Bo se considera una B-B porque el sistema AAR no tiene en cuenta los motores de tracción, y solo se contempla si los ejes tienen accionamiento o no. También se usa una notación similar a la AAR en Francia, lo que dificulta distinguir las máquinas B-B y Bo-Bo comunes en este país.

### 1A-A1

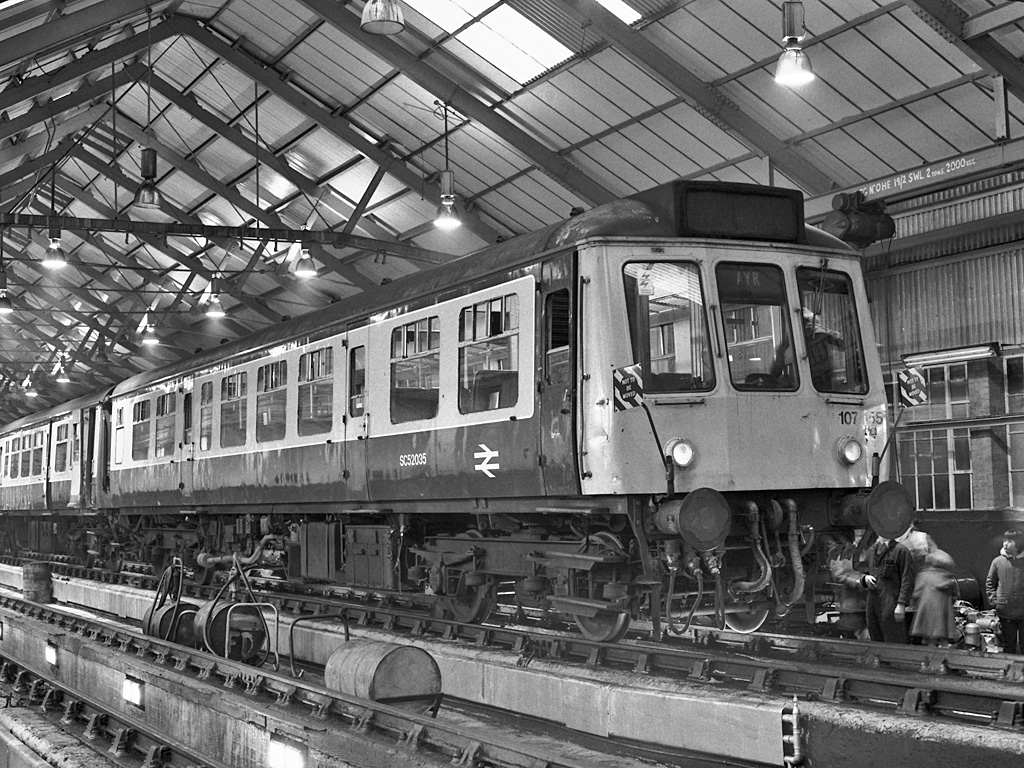
Unidad múltiple BR Clase 107

Los automotores y las unidades múltiples diésel usan bogies de dos ejes motorizados similares, y muchos de ellos incorporan transmisiones hidráulicas o mecánicas parecidas, en lugar de motores de tracción. Sin embargo, suelen ser composiciones ligeras y no requieren que todos los ejes estén motorizados para obtener una adherencia adecuada. Por lo tanto, emplean una disposición de ruedas de 1A-A1 (UIC: (1A) (A1)) en lugar de B-B. Una disposición común es que cada coche tenga dos motores y transmisiones independientes, de forma que cada uno acciona un solo eje de cada bogie.

### 2-B
La disposición 2'Bo' (AAR: 2-B) se ha utilizado de manera similar, pero rara vez, para automotores ligeros que solo necesitaban dos ejes motorizados. Solo se registra un ejemplo, las composiciones diésel-eléctricas Rebel de 1935. Estaban equipadas con un motor diésel de 600 CV, que generaba electricidad para accionar los dos motores eléctricos que accionaban el bogie trasero. La mitad delantera del coche se usaba como un vagón de equipajes, apoyado sobre un bogie sin motorizar convencional.

## Galería
|  |  |  |

|  |  |  |